# Martin R. Delany
Martin Robinson Delany (Charles Town, Virgínia Occidental, 6 de maig de 1812 - 24 de gener de 1885) era un abolicionista afroamericà i és considerat com la figura més preeminent del primer nacionalisme afroamericà. Martin va esdevenir el primer afroamericà oficial de l'Armada dels Estats Units, durant la Guerra Civil Americana. El 2002, Molefi Kete Asante l'inclogué a la llista dels 100 afroamericans més importants.

## Vida primerenca i educació
Delany va néixer lliure a Charles Town, Virgínia Occidental (quan encara era part de Virgínia), fill de Pati i Samuel Delany. El seu pare era un esclau d'orígens africans. Els avis materns de Delany van néixer a Àfrica, on el seu besavi havia estat un príncep. Quan Delany tenia pocs anys, intentaren fer-lo esclau, però la seva mare el va portar amb els seus dos germans a la cort de Winchester argüint la lliberat de la seva família.
Quan ell estava creixent, Delany i els seus germans van aprendre a llegir i a escriure utilitzant el "The New York Primer and Spelling Book", que els havia regalat un venedor ambulant. A Virgínia era il·legal ensenyar llegir i escriure als negres. Quan Pati va descobrir el llibre, al setembre del 1822, portà els seus fills a Chambersburg, Pennsilvània, per assegurar que continuessin sent lliures. Van haver d'abandonar el seu pare, però un any més tard, va comprar la seva llibertat i va anar a trobar la seva família.
A Chambersburg, el jove Delany va continuar aprenent. En ocasions diverses, va haver de treballar per ajudar a la seva família a pagar-li els estudis. El 1831, als 19 anys, va anar a viure a Pittsburgh (Pennsilvània), on va devenir barber i treballador. Ell tenia la intenció de visitar Àfrica, lloc que considerava la seva casa espiritual.

## Matrimoni i família
El 1843, quan vivia a Pittsburgh es va casar amb Catherine A. Richards. Van tenir onze fills, set dels quals van sobreviure fins a arribar a ser adults.

## Pittsburgh
Quan va arribar a Pittsburgh, Delany va esdevenir un estudiant del reverent Lewis Woodson, de l'Església Episcopal Metodista Africana. Més tard va anar al Jefferson College, on va aprendre literatura i llengua clàssiques.
El 1833, durant l'epidèmia de còlera, Delany va esdevenir aprenent del Dr. Andrew N. McDowell. Continuà estudiant medicina sota la tutela del doctor McDowell i d'altres doctors abolicionistes, com el Dr. F. Julius LeMoyne i el Dr. Joseph P. Gazzam, de Pittsburgh.
Delany també va esdevenir involucrat de manera més activa en afers polítics. Ell va anar a la seva primera Conferència Negra el 1835. Estava inspirat en concebre un pla per a crear un "Israel Negre" a l'Àfrica Oriental. També va estar involucrat en la Lliga de la Temperança (antialcohol) i en organitzacions que ajudaven als esclaus fugitius.
Mentres estava a Pittsburgh, Delany va començar a escriure en revistes públiques. El 1843 va començar a publicar al diari negre The Mystery. Els seus articles i columnes sovint eren reimpreses en altres diaris i revistes com al diari abolicionista de William Lloyd Garrison, The Liberator. Aquestes activitats van portar controvèrsies el 1846, quan ell va acusar aunhome negre, "Fiddler" Johnson de ser un caçador d'esclaus. Delany va haver de pagar una important multa per aquest afer.
Mentres Frederick Douglass i William Lloyd Garrison estaven a Pittsburg, el 1847, en una gira anti-esclavista, es van trobar amb Martin Delany. Els tres van concebre el diari que va devenir la North Star. Es va començar a publicar a finals d'any a Rochester, Nova York. Delany s'ocupar de fer reportatges i d'obtenir subscripcions.

## Medicina i nacionalisme
Mentres vivia a Pittsburgh, Delany va estudiar medicina i la va practicar. El 1849 va començar a estudiar més seriosament per aplicar-se a l'escola mèdica. El 1850 ell no havia aconseguit ser acceptat a moltes universitats, fins que al final fou acceptat a la Universitat Harvard, després de presentar cartes de suport de disset doctors. Tot i això, un mes després a la seva arribada a la universitat, un grup d'estudiants blancs van enviar una carta a la facultat dient que creien que l'admissió de negres a les seves classes els era molt perjudicial. Poc després, Delany i dos estudiants negres més van ser expulsats de la universitat, tot i moltes queixes de l'escola de metges. Va haver de tornar furiós a Pittsburgh.
Delany estava convençut que els llocs de lideratge de la societat no havien d'estar reservats als blancs. La seva opinió es va fer més extrema. En ell seu llibre: The Condition, elevation, emigration, and destiny of the Colored People of the United States, Politically Considered argumentava que els negres no tenien futur als Estats Units. Va suggerir que haurien de deixar els Estats Units i fundar una nova nació, on fos, potsr a les Índies Occidentals o a l'Amèrica del Sud.
Molts abolicionistes moderats no estigueren d'acord amb aquesta posició. Delany també va criticar la segregació racial entre els francmasons, una organització que pretenia ser fraternal.
Entre el 1859 i el 1862, Delany va publicar parts de la novel·la : Blake: Or The Huts of America, que versava sobre viatges a les insurreccions de les comunitats esclaves, com a resposta a la novel·la de harriet Beecher Stowe, La cabana de l'oncle Tom. Creia que la seva visió sobre els esclaus era massa passiva, tot i que criticava la crueltat dels propietaris d'esclaus sudistes. Els especialistes moderns han considerat la novela de Delany com una curosa interpretació de la cultura negra. La primera meitat de la primera part, fou seriada a la revista The Anglo-African Magazine, entre el gener i el juliol del 1859. La resta de la primera part, fou inclòs, també en forma de sèrie, al Weekly Anglo African Magazine, entre el 1861 i 1862. Aquesta fou la primera novel·la escrita per un home negre que es va publicar als Estats Units.
Delany va treballar, durant un curt període, com a director d'una escola per a negres, abans de practicar la medicina. Durant una altra onada de còlera, el 1854, la majoria de doctors van abandonar la ciutat, com ho van fer la gent que podia. Delany i un petit nombre d'enfermeres es van quedar a cuidar a les víctimes.
L'agost del 1854, Delanyva organitzar la Convenció Nacional de l'Emigració de Cleveland, Ohio. Delany havia abançat el seu argument emigracionista al manifest "Political Destiny of the Colored Race on the American Continent". La convenció va aprovar una resolució que considerava que tots els homes eren iguals i que demanaven el mateix dret polític, privilegis i posició que els blancs dels Estats Units i que no havien d'acceptar res que no fos aquesta igualtat. Aquest fet és considerat el fundador del nacionalisme negre.

## Viatges a ultramar
Al maig del 1859 Delany va viatjar a Libèria per investigar de crear una nova nació negra a la regió. Va ser-hi durant nou mesos. Va signar un acord amb vuit caps de la regió Abeokuta, que van permetre la colonització d'una terra que no era utilitzada. També s'acordà els drets d'ús de la terra. El tractat, més tard fou dissold degut a una guerra a la regió, ja que els missioners blancs s'oposaven al fet, als inicis de la Guerra Civil americana.
A l'abril del 1860, Delany va deixar Libèria i va anar a Anglaterra, on fou honorat pel Congrés Internacional Estadístic. Un delegat americà se n'anà del congrés en protesta. A finals del 1860, Delany va tornar als Estats Units. L'any següent va començar a planificar l'assentament a Abeokuta. Va aconseguir un grup de colons potencials fundadors. Quan Delany va decidir remandre als Estats Units per a treballar a favor de l'emancipació dels esclaus, els plans pioners foren apartats.

## L'Armada

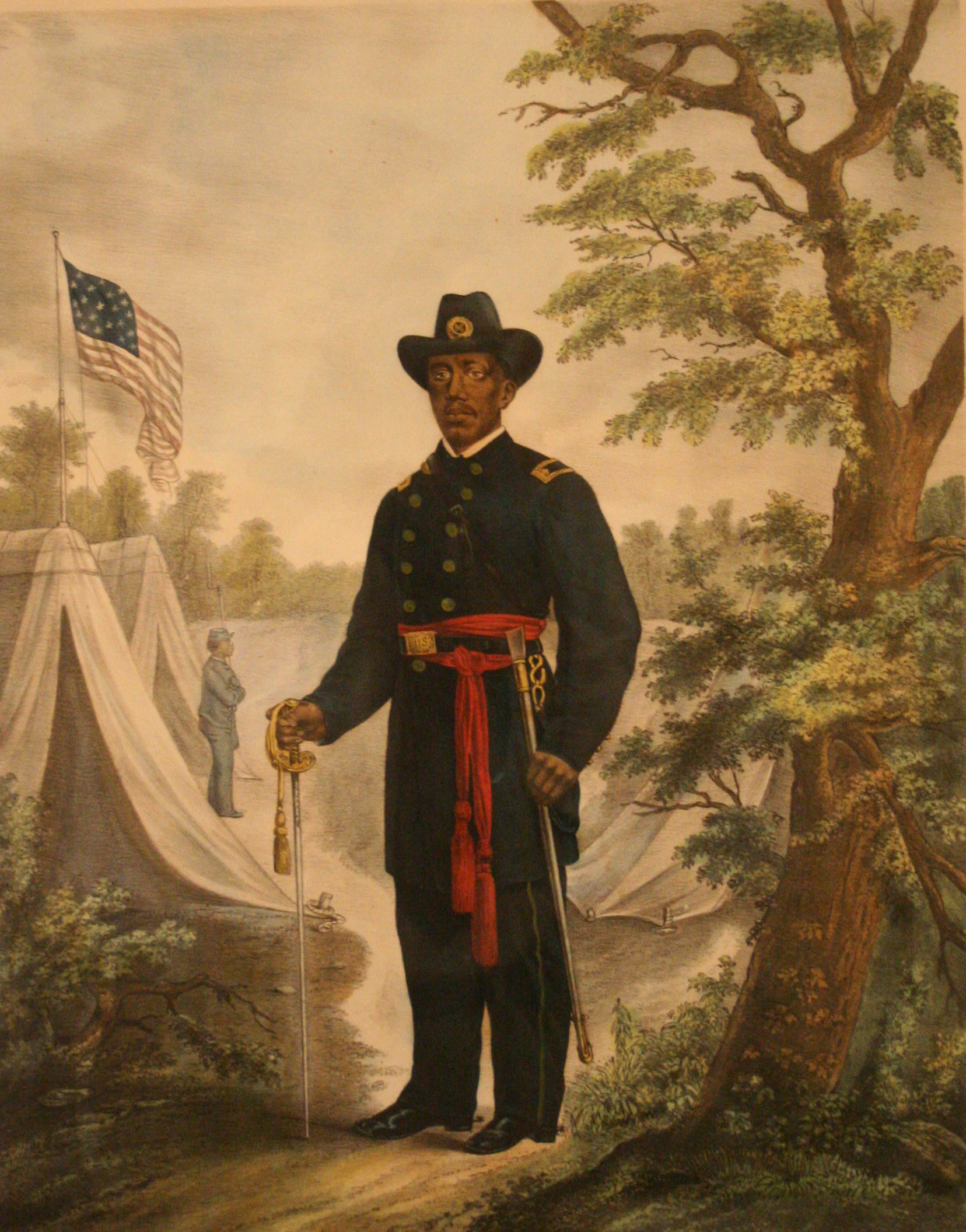
Martin R. Delany, l'únic oficial negre que va esdevenir major durant la Guerra Civil americana

El 1863, després que Abraham Lincolm fes la crida per l'allistament, Delany va començar a reclutar homes negres per a l'exèrcit del nord. Els seus esforços a Rhode Island, Connecticut i posteriorment a Ohio van aportar milers d'allistats, la majoria dels quals formaven part de les tropes "colored" de la Unió. El va escriure al Secretari de Guerra, Edwin M. Stanton, demanant-li que fes esforços perquè es cridés a tots els efectius afroamericans, però fou ignorat.
Als inicis del 1865, Delany tingué unan audiència amb Lincoln. Proposà un cos d'homes negres que fos liderat per oficials negres, que podrien servir perquè se'ls ajuntessin negres del Sud. Tot i que això no ho havia acceptat abans el secretari de defensa, Lincoln va resultar impressionat per Delany i el va descriure com un home extraordinari i molt intel·ligent.
Poques setmanes després, Delany fou nomenat Major, devenint el primer home negre de l'armada dels Estats Units a ocupar el càrrec. Després de la guerra, ell va continuar a l'Armada i va servir sota el General Rufus Saxton, en les tropes "colored". Més tard, fou transferit a l'Oficina de refugiats i homes lliures, a la població de Hilton Head Island, a Carolina del Sud. Més tard, el 1865 sortí d'aquesta oficina i va abandonar l'Armada.

## Darrera època de la seva vida
Després de la guerra, Delany va continuar la seva vica política. Treballà per a ajudar els agricultors de cotó, mirant de negociar millors preus pels seus productes. També feu algun acte concret contra alguns negres. Per exemple, s'oposà al fet que J. J. Wright fos candidat a la vicepresidència degut a la seva inexperiència i també s'oposà al candidat de la població negre com a alcalde de Charleston.
Delany va donar suport al candidat demòcrata Wade Hampton. Aquest partit va obtenir molts vots negres gràcies a Delany. El 1874, Delany es va presentar a l'elecció pel Lloc-tinent de Governador de Carolina del Sud, que va perdre.
En reacció a l'oposició dels blancs al fet que els negres arribessin al poder, es va tornar a plantejar l'emigració a Àfrica. El 1877, formà la Liberia Exodus Joint Stock Stemship Company (Companyia de l'èxode a Libèria), de la que ell va ser director del comitè financer. Un any següent, la companyia va noliejar un vaixell per a organitzar un viatge.
El 1880, deixà el projecte per a treballar per a la seva família. Delany tornà a practicar la medicina una altra vegada a Charleston.

## Treballs sobre Delany
- Lott, Eric, Love and Theft: Blackface Minstrelsy and the American Working Class. Nova York: Oxford University Press, 1993. ISBN 0-19-507832-2. p.236.
- Gilroy, Paul. "The Black Atlantic". Cambridge, MA: Harvard University Press, 1993.